# Lannesdorf
Lannesdorf ist ein Ortsteil der Bundesstadt Bonn im Stadtbezirk Bad Godesberg.

## Geschichte
Gründer war ein Franke namens „Landulph“. Erstmals urkundlich erwähnt wurde Lannesdorf im Jahre 892, damals als „Landulvestorph“ oder „Landolphestorp“. Im Februar dieses Jahres stellte sich hier ein kleines lokales Aufgebot einem Wikingerheer entgegen, das sich auf einem Plünderungszug befand, und bewog es zum Abzug.
Die Einwohner von Lannesdorf lebten überwiegend von der Landwirtschaft, aber auch vom Abbau von Basalt und Ton. 1935 wurde die bis dahin eigenständige Gemeinde Lannesdorf gemeinsam mit Mehlem in die wachsende Stadt Bad Godesberg eingemeindet und kam mit dieser 1969 zu Bonn. Die Gemarkung Lannesdorf in den Grenzen der ehemaligen Gemeinde besteht bis heute.
Vom Zweiten Weltkrieg weitgehend unberührt, verfügt Lannesdorf heute noch über einen gewachsenen Ortskern mit engen Gassen und zahlreichen Obst- und Gemüsegärten, die von vielen der 6884 Einwohner immer noch als Hobby oder Beruf bewirtschaftet werden. Auch im regen Vereinsleben haben sich trotz der heutigen Stadtrandlage die alten dörflichen Traditionen weitgehend erhalten.
Durch die Ansiedlung von größeren Industriebetrieben im östlichen Teil Lannesdorfs wurde der Ort nach dem Zweiten Weltkrieg teilweise zur Arbeitersiedlung. Die Jugendlichen aus diesem Milieu galten nicht als zimperlich, und rivalisierende Halbwüchsige aus den benachbarten Ortschaften behaupteten, die Lannesdorfer hätten „immer e Metz in de Täsch“ (immer ein Messer in der Tasche). Damals entstand der Spruch: „Jank durch Muffendorf, äwwer loof durch Lannesdorf!“ („Geh durch Muffendorf, aber lauf durch Lannesdorf!“)

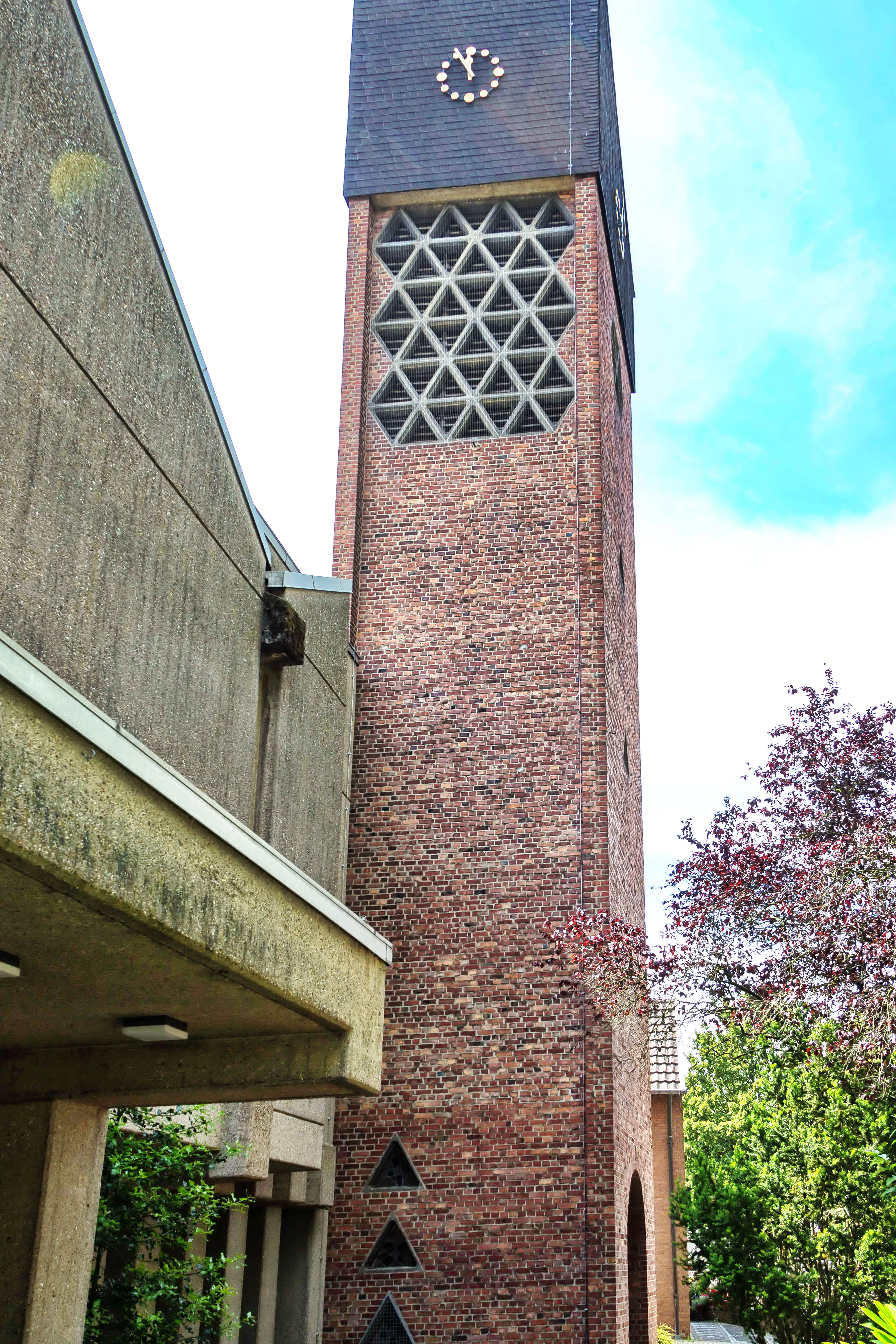
Herz-Jesu-Kirche mit Glockenturm

Im Ortszentrum liegt die von 1975 bis 1977 gebaute katholische Kirche Herz Jesu Lannesdorf (mit freistehendem Glockenturm von Stefan Leuer aus dem Jahre 1957). Sie ersetzte an gleicher Stelle die alte Pfarrkirche im neugotischen Stil, die wegen Baufälligkeit abgerissen werden musste.
Am Rand von Lannesdorf entstand 1995 die König-Fahd-Akademie, die 2003 wegen Verbindungen zu islamistischen Kreisen bundesweit in die Schlagzeilen geriet und 2017 geschlossen wurde.

## Quartiersmanagement Lannesdorf/Obermehlem
Im September 2010 wurde mit Unterstützung des Amtes für Soziales und Wohnen der Bundesstadt Bonn im Haus der Evangelischen Frauenhilfe im Rheinland ein Quartiers-Projekt eingerichtet. Das Projekt richtet sich an alte und junge Menschen, an alteingesessene Bürger und an Hinzugezogene sowie an Menschen mit bzw. ohne Migrationshintergrund. Es geht darum, die Bürger sowie die Akteure im Ortsteil miteinander ins Gespräch zu bringen, Begegnungen zwischen Generationen und Kulturen zu ermöglichen, zu erkennen, wo Hilfe und Unterstützung notwendig ist und daraufhin gemeinsam nach Lösungen zu suchen sowie ein Netzwerk für alle Mitwirkenden im Ortsteil zu schaffen. Unmittelbar vor der Eisenbahntrasse (der Grenze zum Stadtteil Mehlem) befindet sich auch der größte Arbeitgeber Lannesdorfs: die ehemaligen Ringsdorff-Werke K. G., heute Bestandteil der SGL Carbon Group SE. Dieses auf Kohlenstoffprodukte spezialisierte Unternehmen beschäftigt seit Jahrzehnten auch einen hohen Anteil an ausländischen Arbeitskräften, deren Arbeitsplätze inzwischen zunehmend bedroht sind.